# Józefów nad Wisłą
Józefów nad Wisłąⓘ (até o final de 2003 Józefów) é um município no leste da Polônia. Pertence à na voivodia de Lublin, no condado de Opole. É a sede da comuna urbano-rural de Józefów nad Wisłą. Estende-se por uma área de 3,7 km², com 887 habitantes, segundo o censo de 31 de dezembro de 2021, com uma densidade populacional de 239,7 hab./km².
Józefów obteve os direitos de cidade em 1688 e retirado em 1869. Recuperou os direitos municipais em 1 de janeiro de 2018.
A cidade está localizada na histórica Pequena Polônia (inicialmente na voivodia de Sandomierz e depois na região de Lublin). Nos anos 1975−1998, a cidade administrativamente pertencia à então voivodia de Lublin. Ela foi temporariamente a sede da comuna de Rybitwy. A estrada da voivodia n.º 824 atravessa Józefów nad Wisłą.

## História

### Século XVII

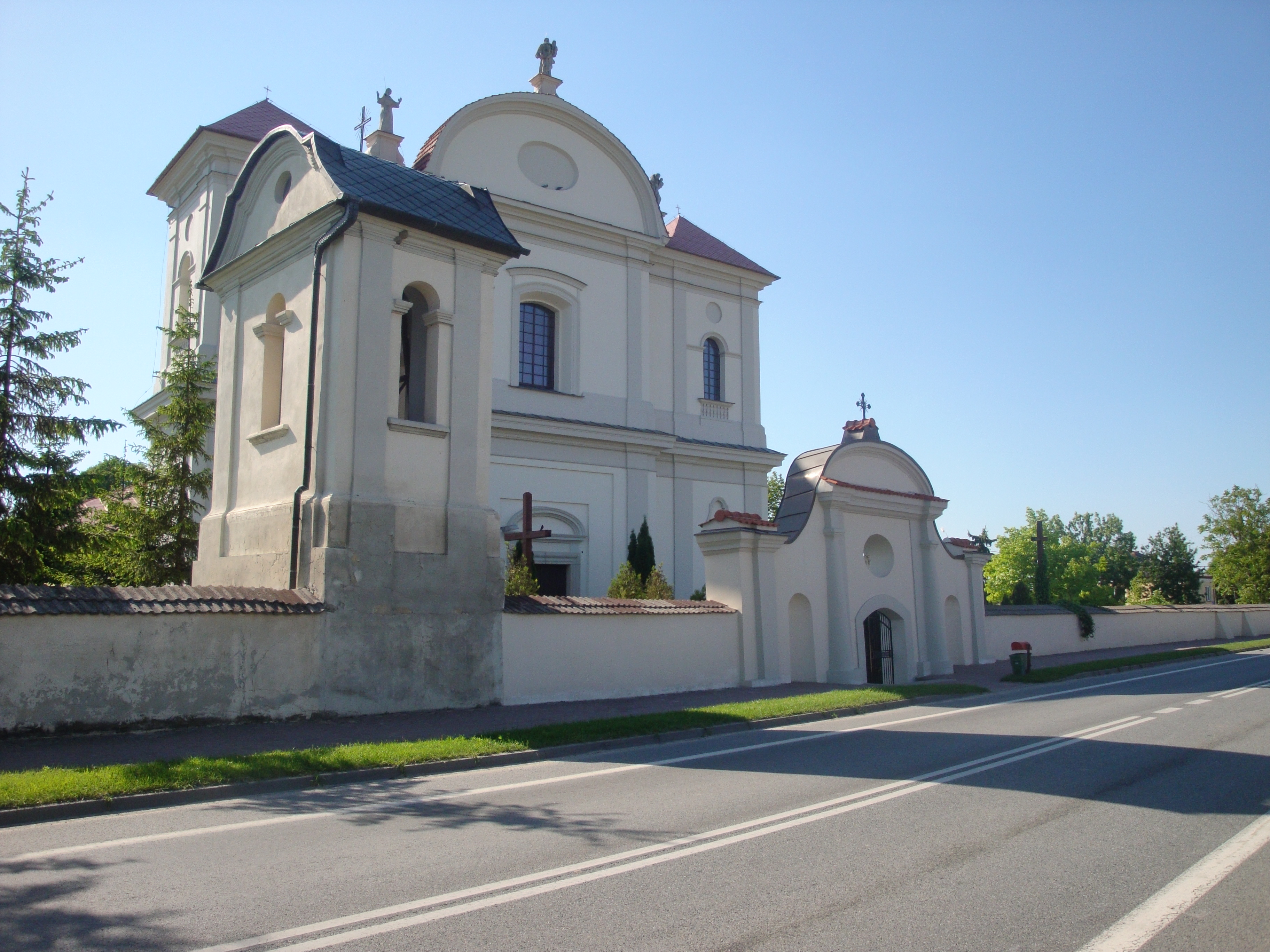
Antiga igreja bernardina, atualmente igreja paroquial de Corpus Christi

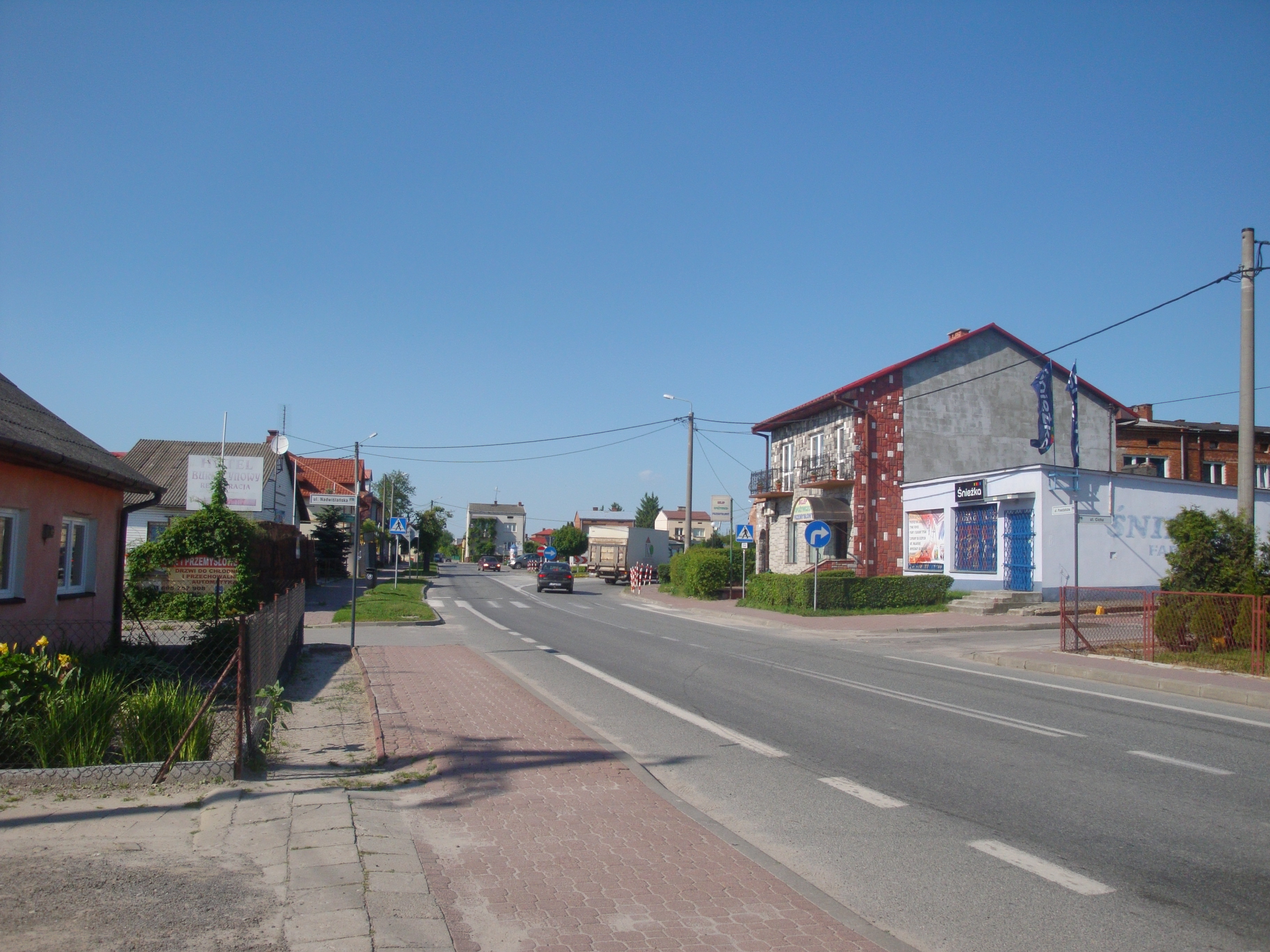
Casas ao longo da estrada da voivodia n.º 824 em Józefów

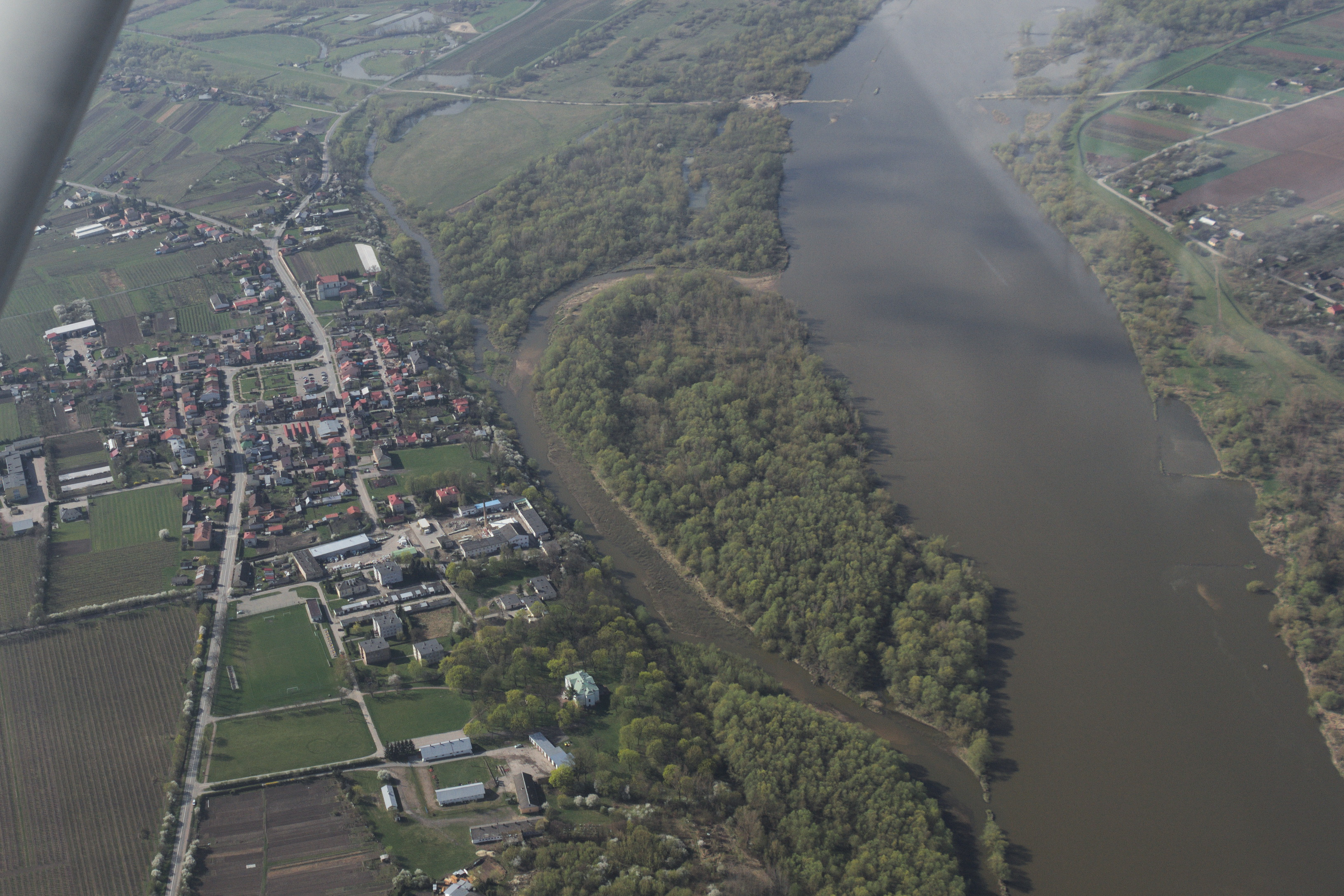
Vista aérea de Józefów nad Wisłą

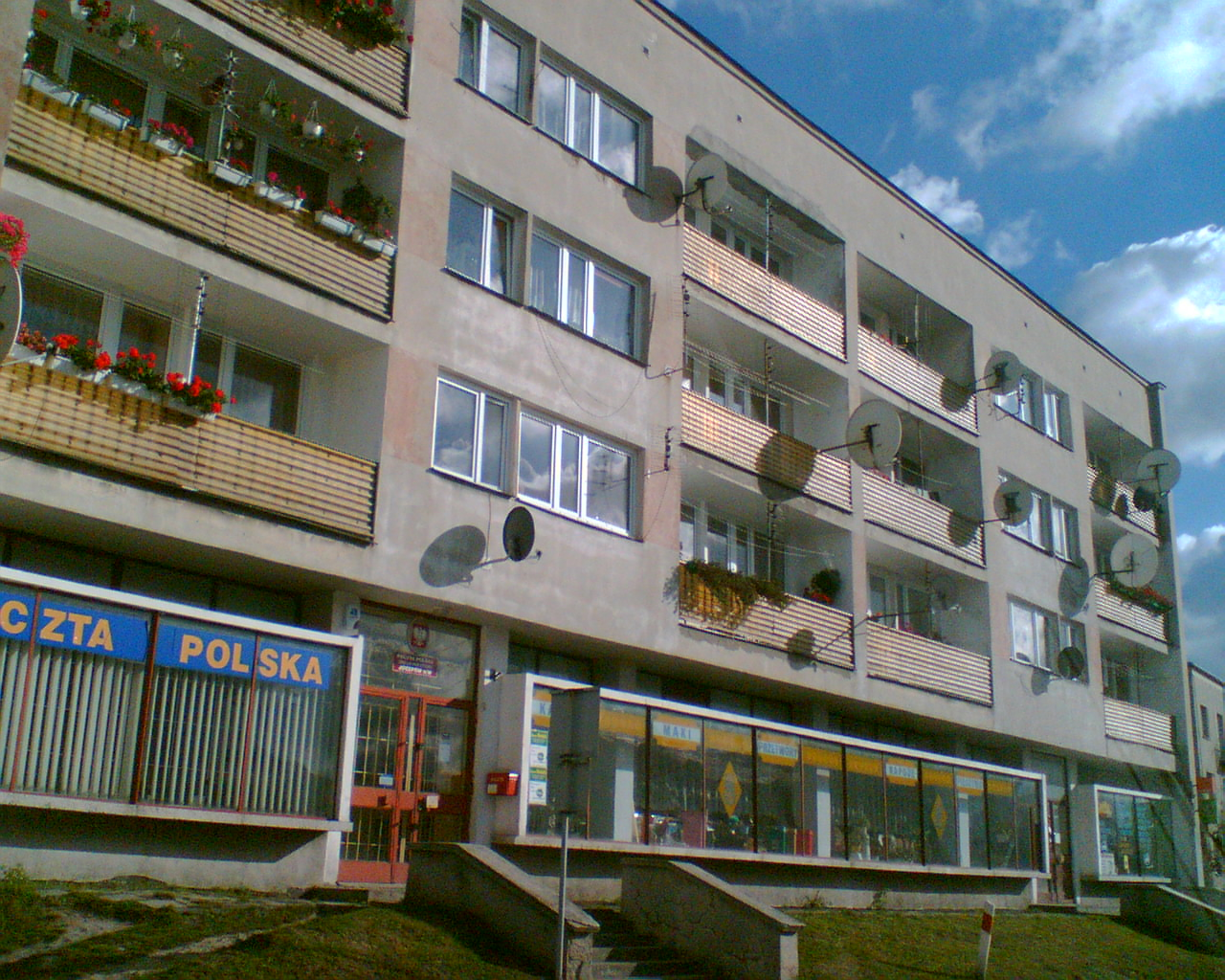
Edifício na praça principal

Józefów foi fundada em 1687 pelo castelão de Cracóvia Andrzej Potocki na terra da vila de Kolczyn como uma cidade sob a lei de Magdeburgo. O nome vem do nome de um dos filhos do castelão. A cidade recebeu privilégios aprovados pelo rei João III Sobieski: organização de mercados aos domingos e quintas-feiras (os mercados de quinta-feira são uma tradição até hoje) e grandes feiras cinco vezes por ano. Os burgueses de Józefów também tiveram o direito de fazer vodca e cerveja.
Em 1691, o fundador da cidade fundou um pequeno templo de madeira de Corpus Christi, o convento bernardiano e o hospital para os pobres.

### Século XVIII
Graças à travessia sobre o rio Vístula no local e à rota para Breslávia que a atravessava no século XVIII, Józefów foi um importante centro comercial e sede da câmara aduaneira. Naquela época, ela tinha 172 casas e três portas da cidade de tijolos: Lubelska, Zamojska e Chruślińska. Os privilégios de cidade de Józefów atraíram representantes de diferentes nacionalidades. Os judeus, que no final do século XVIII constituíam a maioria dos habitantes da cidade, aproveitaram essa oportunidade. Em 1729, a igreja e o convento foram consumidos completamente pelo fogo, mas logo começaram a construir uma nova igreja de tijolos.
Durante a Partição Austríaca, o posto administrativo de Józefów aumentou brevemente, à medida que a cidade se tornou a sede de um distrito com um alcance maior que o anterior distrito de Opole.

### Século XIX
Em meados do século XIX, Józefów tinha 31 casas de tijolos e 13 de madeira, e entre os edifícios havia uma prefeitura de um andar com uma torre característica, que, no entanto, ainda não sobreviveu até hoje. O centro da cidade era ocupado pela praça do mercado e 10 ruas, e uma escola operada aqui, com contribuições de moradores e proprietários da cidade. As barreiras alfandegárias introduzidas pelos invasores enfraqueceram o comércio e o número de habitantes de Józefów diminuiu, como resultado do declínio da cidade. Após a dissolução da ordem em 1864, uma escola primária e correios foram instalados nos edifícios do mosteiro. A repressão após a derrota do Revolta de Janeiro levou à perda dos direitos da cidade em 1870.

### Século XX
Em 1915, a cidade foi incendiada na fuga das tropas russas. A prefeitura, a igreja e os prédios de madeira também queimaram. No período entre guerras, a cidade foi parcialmente reconstruída, no entanto, perdeu suas características históricas. A reconstrução do templo foi realizada em 1917 (então as torres da igreja, nas quais os cones foram queimados, foram abaixadas).
Durante a Segunda Guerra Mundial, foi novamente quase completamente destruída. Os residentes judeus foram deslocados e mortos pela ocupação alemã. No período pós-guerra, Józefów foi a sede do aglomerado e, a partir de 1973, era a sede da comuna.

### Século XXI
Em 1 de janeiro de 2004, a pedido dos habitantes e do Conselho da Comuna em Józefów, o Conselho de Ministros mudou o nome da sede da comuna de “Józefów” para “Józefów nad Wisłą”.
Em 1 de janeiro de 2018, Józefów recuperou seus direitos de cidade após 150 anos.

## Demografia
Conforme os dados do Escritório Central de Estatística da Polônia (GUS) de 31 de dezembro de 2022, Józefów nad Wisłą é uma cidade muito pequena, a menos populosa da voivodia de Lublin, com uma população de 817 habitantes (51.º lugar na voivodia de Lublin e 974.º na Polônia), tem uma área de 3,7 km² (51.º lugar; a menor área na voivodia de Lublin e 892.º lugar na Polônia) e uma densidade populacional de 224 hab./km² (41.º lugar na voivodia de Lublin e 814.º lugar na Polônia). Nos anos 2002–2021, o número de habitantes diminuiu 2,2%.
Os habitantes de Józefów nad Wisłą constituem cerca de 1,41% da população do condado de Opole, constituindo 0,04% da população da voivodia de Lublin.
| Descrição                         | Total      | Total   | Mulheres   | Mulheres | Homens     | Homens  |
| --------------------------------- | ---------- | ------- | ---------- | -------- | ---------- | ------- |
| unidade                           | habitantes | %       | habitantes | %        | habitantes | %       |
| população                         | 817        | 100     | 429        | 52,5     | 388        | 47,5    |
| superfície                        | 3,7 km²    | 3,7 km² | 3,7 km²    | 3,7 km²  | 3,7 km²    | 3,7 km² |
| densidade populacional (hab./km²) | 224        | 224     | 117,6      | 117,6    | 106,4      | 106,4   |

## Monumentos históricos

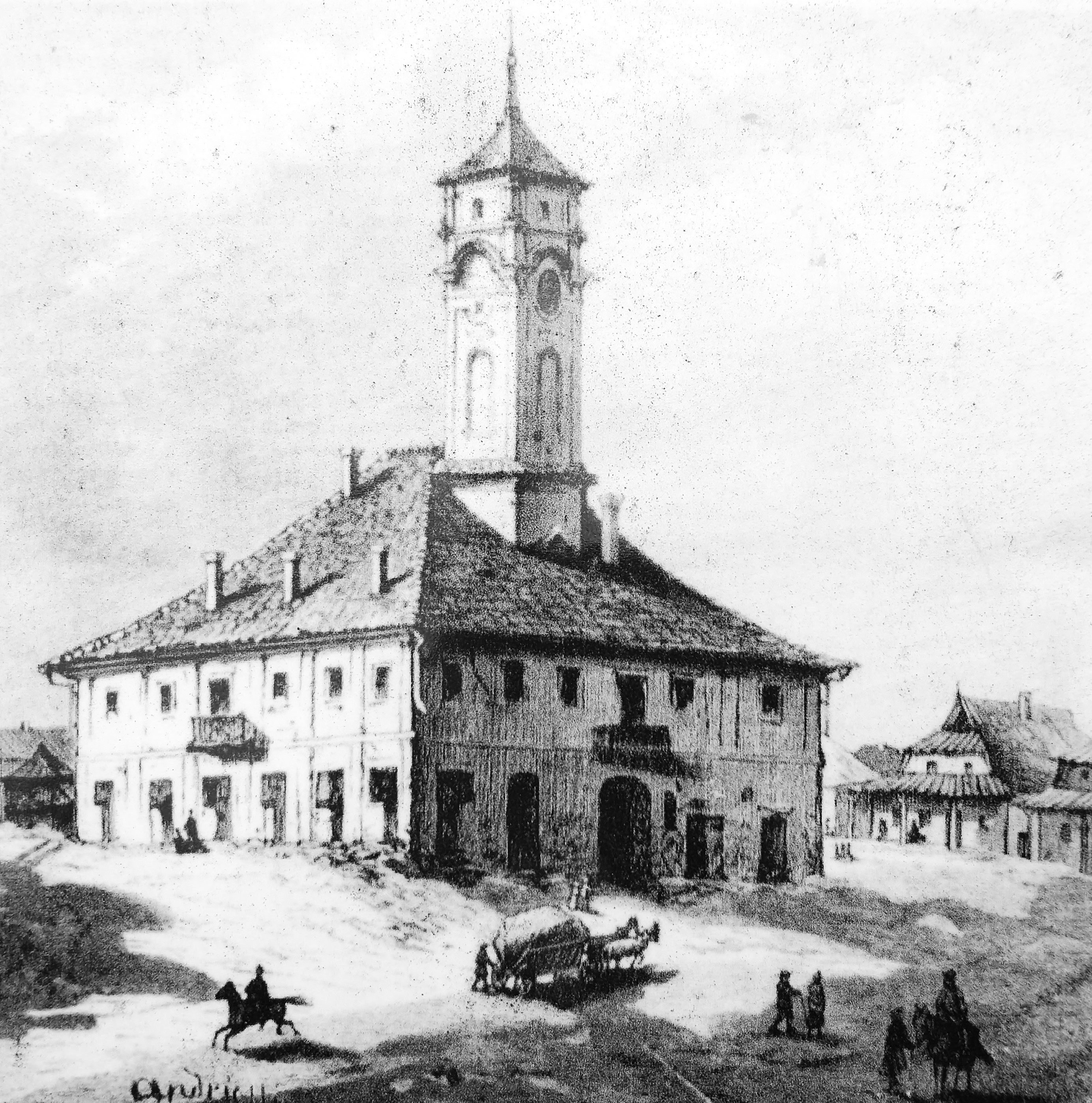
Prefeitura extinta

- Igreja de Corpus Christi[11] de 1730 em estilo barroco — fundada pelo filho do falecido fundador, Józef Potocki. O templo, consagrado em 14 de setembro de 1743 pelo bispo de Cracóvia, Jan Aleksander Lipski, é um edifício de nave única em um plano retangular com duas torres, de frente para a fachada a leste, com uma cripta separada destinada ao local de enterro dos bernardianos. Da segunda metade do século XVIII, uma capela de Santa Tecla (mais tarde de Santa Maria Madalena), a igreja foi destruída como resultado da Primeira Guerra Mundial, e sua reconstrução completa foi concluída antes de 1927, usando, entre outros fundos alocados vários anos antes pelo Departamento de Arte. Durante a Segunda Guerra Mundial, em 1944, o templo foi incendiado.
- Campanário da igreja de 1787 adjacente ao muro que circunda o cemitério da igreja.
- Mosteiro bernardiano de 1730 em estilo barroco erguido com a igreja. O edifício de dois andares foi fundado simetricamente, mantendo a ferradura no presbitério do templo. Naquela época, os monges tinham onze celas residenciais e um quarto de hóspedes, refeitório, cozinha, despensa e espaço para os doentes.[12]
- Complexo palácio e parque da família Rostworowski do século XIX
- Traçado urbano histórico com traçado característico das ruas.
- Casa de oração judaica
- Cemitério judaico

## Educação
O Complexo de Escolas Secundárias Gerais consiste em:
- Jardim de infância do governo local Adam Mickiewicz, rua Opolska 10 A[13]
- Escola primária Adam Mickiewicz, rua Opolska 10 A[14]